# Flugzeugabsturz in Remscheid
Bei einem Flugzeugabsturz in Remscheid am 8. Dezember 1988 stürzte ein Kampfflugzeug des Typs Fairchild-Republic A-10 Thunderbolt II der United States Air Force in ein Wohngebiet im Stadtteil Hasten der Stadt Remscheid. Das Flugzeug rammte ein Wohnhaus und zerschellte im Nachbarhaus. Dabei kamen neben dem Piloten sechs weitere Personen ums Leben, 50 Menschen wurden verletzt.

## Unfallhergang
Die A-10 Thunderbolt II der 2nd Tactical Fighter Squadron (81st Tactical Fighter Wing, Seriennummer 81-0957) befand sich nach Medienberichten in einer Geschwaderübung des Jagdbombergeschwaders 31 im Tiefflug. Sie gehörte zu einer auf dem britischen Luftwaffenstützpunkt Bentwaters bei Ipswich stationierten Einheit, war aber zum Zeitpunkt des Unfalls auf dem Fliegerhorst Nörvenich, einer sogenannten Forward Operation Location (FOL), stationiert. Als Unfallursache gilt „Räumliche Desorientierung“ des Piloten. Am Tag des Absturzes herrschten widrige Bedingungen für Sichtflugverhältnisse. Der Rottenführer Captain Gibson flog voran. Ihm folgte Captain Michael P. Foster in seiner A-10. In Remscheid verdichtete sich der Nebel. Während Captain Gibson es schaffte, sich aus der Gefahrenzone herauszumanövrieren, stürzte Captain Fosters Maschine in die Häuser der Stockder Straße.

## Auswirkungen
Es wurde zunächst vermutet, dass die abgestürzte Maschine mit uranhaltiger Munition beladen gewesen sei. Das US-Militär verneinte dies später. Eine andere unbestätigte Vermutung lautete, dass die Tragflächenenden mit Trimmgewichten aus abgereichertem Uran bestückt gewesen seien, die den Boden rund um die Absturzstelle kontaminiert haben sollen. Ein ABC-Zug wurde alarmiert. 70 Tonnen Boden an der Absturzstelle wurden abgetragen und auf eine Deponie geschafft. Filmaufnahmen belegen Warnschilder vor Radioaktivität. Bei Grundwasser-Untersuchungen um die Deponie Breitscheid I, auf der die verseuchte Erde damals verbracht wurde, sind im Juni 2013 2,5-fach überhöhte Uran-Messwerte festgestellt worden.
In einer Untersuchung von Bodenproben im Umkreis von 250 Metern um den Absturzort im Jahr 2002 durch das Öko-Institut wurden jedoch keine Spuren von abgereichertem Uran gefunden.
120 Anwohner und Retter mit Hauterkrankungen haben sich gemeldet. Die Erkrankungen wurden als toxisch-irritative Dermatitis eingestuft. Eine Auswertung der Leukämieerkrankungen in den folgenden Jahren in der Umgebung des Absturzortes zeigte keinen signifikanten Anstieg.
Der entstandene Schaden von rund 13 Millionen DM wurde zu 75 % von der US-Luftwaffe und zu 25 % von der Bundesrepublik Deutschland getragen.
Eine Gedenktafel für die Opfer befindet sich rechts der Zugangsachse zur Rotunde des Ehrenhains für die Gefallenen des Ersten Weltkriegs im Remscheider Stadtteil Reinshagen.
25 Jahre später veröffentlichte die Leiterin der Bürgerinitiative „Absturz“, Veronika Wolf, den Tatsachenroman „Schweigende Stadt“ über die sozialen und gesellschaftlichen Folgen der Katastrophe. Im Roman wird das Flugzeug über Remscheid abgeschossen, um Schlimmeres zu verhindern.